# Jacopo Cestaro
Jacopo Cestaro (Bagnoli Irpino, 1718 – 1785) è stato un pittore italiano.

## Biografia

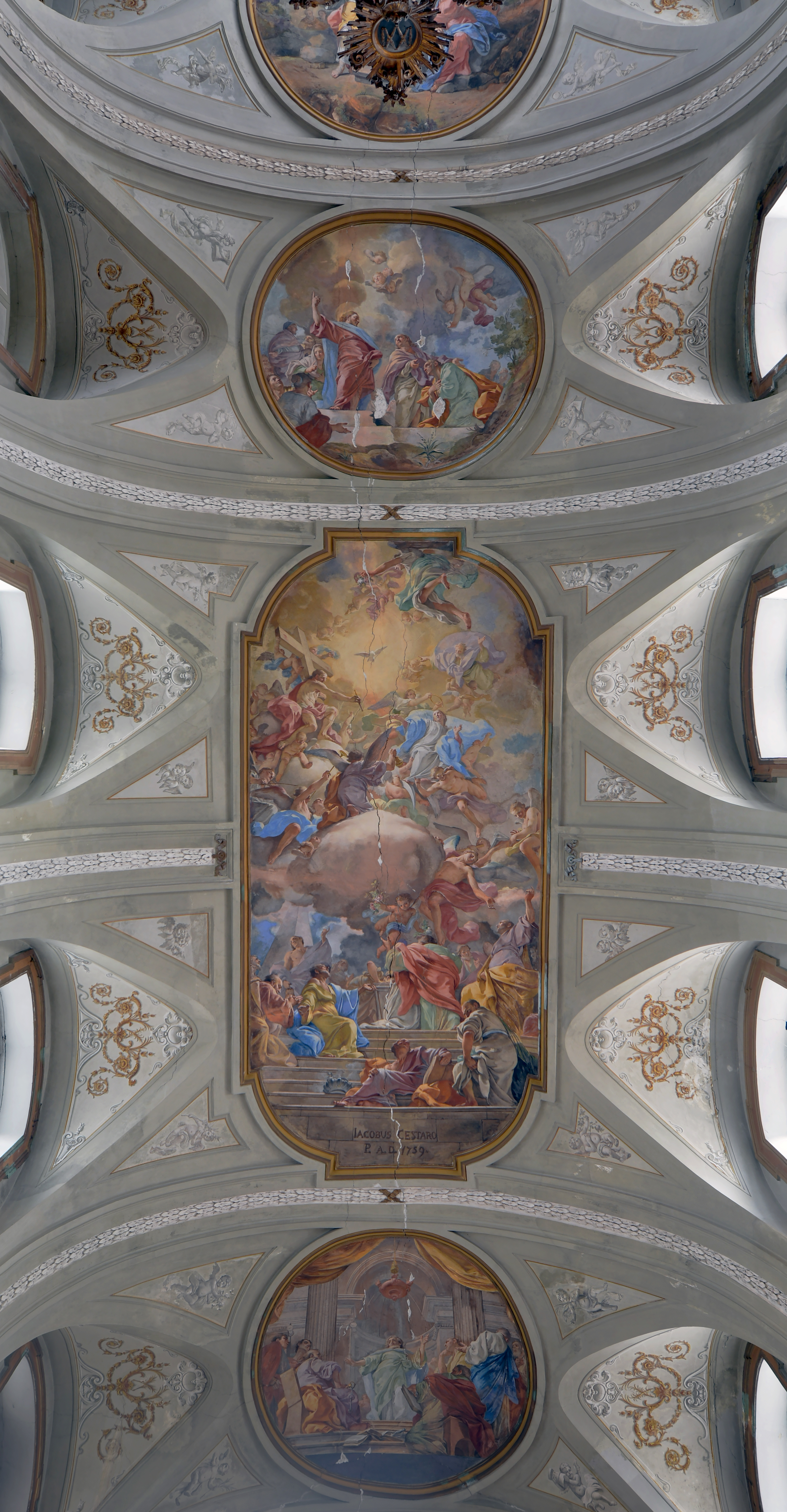
Affreschi del Cestaro sulla volta della Chiesa dei Santi Filippo e Giacomo

Nato a Bagnoli Irpino nel 1718, sposa Serafina de' Sio da cui ebbe quattro figli, Giuseppe, Gennaro, Nicola ed Andrea. Probabilmente fu allievo del tardo Solimena. Nel 1772 Vanvitelli lo segnalò, insieme ad importanti artisti come Francesco De Mura, Giuseppe Bonito, Giuseppe Sammartino, Ferdinando Fuga, Pietro Bardellino e altri, come artista meritevole della docenza presso la Real Accademia del Disegno di Napoli. Divenuto maestro dell'Accademia, nel 1772 e nel 1777 rivolse due suppliche al sovrano al fine di ottenerne la direzione. Nonostante il suo lavoro fosse apprezzato dai contemporanei, non ebbe particolare successo fra i biografi di fine Settecento e Ottocento. Il suo stile fu influenzato dai pittori genovesi e le sue prime opere furono eseguite nella sua città natale: lavorò ad Ottaviano presso la Chiesa di San Francesco di Paola, dove nel 1750 realizzò il suo primo dipinto conosciuto, una Apparizione della Vergine a S. Francesco di Paola, andata perduta in seguito ad un'eruzione vulcanica del Vesuvio. Fra il 1757 e il 1759 completò il suo ciclo di opere più importante e maturo presso la Chiesa dei Santi Filippo e Giacomo. L'artista morì fra il 1785 e il 1789.
Tra i suoi allievi si annoverano: Saverio della Gatta, Salvatore Mollo e Melchiorre De Gregorio.

## Opere
Jacopo Cestaro con il suo stile è uno dei rappresentanti più significativi della scuola di Francesco Solimena, anche se la sua interpretazione artistica si distacca dallo stile del maestro. Nelle sue opere si può notare una commistione di stili diversi: barocco e neo-barocco interpretati con una tendenza alla libertà creativa, segnata da interessi sociali e da un atteggiamento di raffinata mondanità.
- Apparizione della Vergine a S. Francesco di Paola, Napoli, 1750
- Cena di Baldassarre
- Morte di Cleopatra, Roma,
- Cristo e l'adultera
- Ritratto di Giacomo Casanova
- Nascita di Maria Vergine
- Trionfo di Ercole
- Lucrezia
- Morte di Virginia
- Banchetto di Assuero
- San Giacomo il Minore presiede la comunità di Gerusalemme
- Episodio del Nuovo Testamento
- Mosè fa scaturire l'acqua dalla roccia
- Passaggio del mar Rosso
- Putti alati vaso di fiori e coppia di colombi
- Circoncisione di Gesù
- San Matteo Evangelista, Napoli
- Santi francescani in adorazione dell'Eucarista
- Visione di S.Giuseppe Colasansio, Genova,
- Gesù Bambino con i simboli della Passione, 1763, Avellino,
- Martirio di S.Giacomo, Napoli,
- Morte di S.Elena, Napoli,
- Annunciazione, Roma
- Apollo, Ercolano
- S.Maria Maddalena, Napoli, Museo di Castelnuovo
- S.Gennaro, Napoli
- Madonna del Carmine e Santi, Museo di Dubrovinik
- S.Giuseppe e il bambino, Bagnoli Irpino, Chiesa Madre della Collegiata della SS. Assunta
- La Visione di S.Giuseppe Calasanzio, Genova,
- Adorazione dei Magi, Princeton,
- Uomo che guida una donna in una galleria di decorazioni antiche, Los Angeles,
- S.Filippo con la parola infrange l'idolo, Napoli.